# Alingsås stad
Denna artikel handlar om den tidigare kommunen Alingsås stad. För orten se Alingsås, för dagens kommun, se Alingsås kommun.
Alingsås stad var en stad och kommun i Älvsborgs län.

## Administrativ historik
Alingsås fick stadsprivilegier 21 september (g.s.)/1 oktober (n.s.) år 1619 av Gustav II Adolf.
När 1862 års kommunalförordningar började gälla inrättades den som kommun med cirka 1 400 invånare.
Stadens territorium ändrades flera gånger (ändringen avser 1 januari om inget annat anges):
- 1927 överfördes till staden vissa områden (med 1 691 invånare och omfattande en areal av 4,92 kvadratkilometer, varav 4,82 kvadratkilometer land), bland annat lägenheten Hedvigsberg (som sedan tidigare varit omslutet av stadens område), från Alingsås socken i Alingsås landsförsamlings och Rödene landskommun till staden.[3][4][5]

- 1935 överfördes ett obebott område från Alingsås socken i Alingsås landsförsamlings och Rödene landskommun tillhörande lägenheten Rothoffsskärr, omfattande 0,004 kvadratkilometer, varav allt land.[6][7]

- 1952 inkorporerades Alingsås landsförsamlings och Rödene landskommun (med 2 932 invånare i folkräkningen 31 december 1950).[8]

- 1955 inkorporerades i staden Bälinge församling med en areal av 26,58 km², varav 25,52 km² och 367 invånare från Vårgårda landskommun.[9]

- 1959 överfördes från Rödene församling i staden till Lena församling i Vårgårda landskommun ett område (Rödene Kampagården lilla 2:2 och 2:4) omfattande 0,04 kvadratkilometer, varav allt land, och 2 invånare.[9]

Den egna jurisdiktionen med rådhusrätt var kvar ända till 1965, då den upphörde och staden lades under Vättle, Ale och Kullings tingslag.
1971 gick staden upp i den då nybildade Alingsås kommun. Den hade då drygt 20 000 invånare.
Staden tillhörde Alingsås stadsförsamling, efter 1952 dessutom Alingsås landsförsamling och Rödene församling och efter 1955 också Bälinge församling. Dessa slogs samtliga samman 1967 till Alingsås församling.

### Sockenkod
För registrerade fornfynd med mera så återfinns staden inom ett område definierat av sockenkod 1626 som motsvarar den omfattning staden med dess landskommun hade kring 1950, vilket innebär att sockenkoden också används för Alingsås socken.

## Stadsvapnet
Blasonering: I fält av silver en på grön mark framför en uppväxande grön ek gående röd hjort med horn, tunga och klövar av guld.
Vapnet fastställdes 1953, men går tillbaka på ett sigill från 1630-talet. Det registrerades för kommunen i PRV 1974.

## Geografi
Alingsås stad hade den 31 december 1951 en areal på 15,07 km², varav 12,30 km² var land. Efter sammanslagningen med Alingsås landsförsamlings och Rödene landskommun hade staden en areal på 136,88 km², varav 110,60 km² var land. 1970 hade staden en areal på 162,8 km², varav 136,9 km² var land.

### Tätorter i staden 1960
I Alingsås stad fanns tätorten Alingsås, som hade 15 832 invånare den 1 november 1960. Tätortsgraden i staden var då 90,3 procent.

## Befolkningsutveckling
| Befolkningsutvecklingen i Alingsås stad 1805–1970 | Befolkningsutvecklingen i Alingsås stad 1805–1970 | Befolkningsutvecklingen i Alingsås stad 1805–1970 | Befolkningsutvecklingen i Alingsås stad 1805–1970 | Befolkningsutvecklingen i Alingsås stad 1805–1970 |
| --- | ------------------------------------------------- | ------------------------------------------------- | ------------------------------------------------- | ------------------------------------------------- |
| |                                                   |                                                   |                                                   |                                                   |
| År |                                                   |                                                   | Folkmängd                                         |                                                   |
| 1805 | 1805                                              |                                                   | 829                                               |                                                   |
| 1810 | 1810                                              |                                                   | 862                                               |                                                   |
| 1820 | 1820                                              |                                                   | 950                                               |                                                   |
| 1830 | 1830                                              |                                                   | 1 210                                             |                                                   |
| 1840 | 1840                                              |                                                   | 1 267                                             |                                                   |
| 1850 | 1850                                              |                                                   | 1 388                                             |                                                   |
| 1860 | 1860                                              |                                                   | 1 616                                             |                                                   |
| 1870 | 1870                                              |                                                   | 1 954                                             |                                                   |
| 1880 | 1880                                              |                                                   | 2 460                                             |                                                   |
| 1890 | 1890                                              |                                                   | 2 712                                             |                                                   |
| 1900 | 1900                                              |                                                   | 3 301                                             |                                                   |
| 1910 | 1910                                              |                                                   | 5 005                                             |                                                   |
| 1920 | 1920                                              |                                                   | 6 245                                             |                                                   |
| 1930 | 1930                                              |                                                   | 8 866                                             |                                                   |
| 1935 | 1935                                              |                                                   | 9 599                                             |                                                   |
| 1940 | 1940                                              |                                                   | 10 294                                            |                                                   |
| 1945 | 1945                                              |                                                   | 11 085                                            |                                                   |
| 1950 | 1950                                              |                                                   | 15 689                                            |                                                   |
| 1955 | 1955                                              |                                                   | 16 665                                            |                                                   |
| 1960 | 1960                                              |                                                   | 17 542                                            |                                                   |
| 1965 | 1965                                              |                                                   | 19 275                                            |                                                   |
| 1970 | 1970                                              |                                                   | 20 210                                            |                                                   |
| Anm: 1952 inkorporerades Alingsås landsförsamlings och Rödene landskommun. För åren 1805-1945: befolkning enligt folkräkning 31 december enligt den administrativa indelningen den 1 januari följande år. 1950 avser befolkning enligt folkräkning den 31 december enligt den administrativa indelningen den 1 januari 1952. 1955 avser den kyrkobokförda befolkningen den 31 december enligt den administrativa indelningen den 1 januari följande år. 1960 och 1965 avser befolkning enligt folkräkning den 1 november enligt den administrativa indelningen den 1 januari följande år. 1970 avser befolkning enligt folkräkning den 1 november i det område som Alingsås stad omfattade när den ombildades till Alingsås kommun 1 januari 1971. |                                                   |                                                   |                                                   |                                                   |

## Politik

### Mandatfördelning i Alingsås stad valen 1919–1966
| 10 | 8 | 9 |

| 26 |

| 9 | 8 | 10 |

| 26 |

|  | 7 |  | 6 | 12 |

| 25 |

| 11 | 5 |  | 10 |

| 26 |

| 12 |  | 5 |  | 8 |

| 26 |

| 12 |  | 6 | 8 |

| 26 |

|  | 14 |  | 6 | 5 |

| 26 |

|  | 14 |  | 7 | 4 |

| 24 |

| 3 | 15 | 9 | 4 |

| 27 |

| 22 | 13 | 4 |

| 35 |

|  | 18 | 15 | 5 |

| 35 |

| 18 | 2 | 12 | 7 |

| 33 | 6 |

| 20 | 4 | 10 | 5 |

| 34 |

| 2 | 15 | 5 | 11 |  | 5 |

| 34 |

### Lista över stadsfullmäktiges presidium
| Period    | Ordförande | Ordförande       | 1:e v. ordförande | 1:e v. ordförande     | 2:e v. ordförande | 2:e v. ordförande          |
| --------- | ---------- | ---------------- | ----------------- | --------------------- | ----------------- | -------------------------- |
| 1943–1946 | S          | H. M. Enander    | FP                | Erik Olsson           | S                 | Partik Svensson            |
| 1947–1951 | S          | Partik Svensson  | FP                | Erik Olsson           | S                 | A. M. Johansson            |
| 1951†     | S          | Partik Svensson  | FP                | Erik Olsson           | S                 | Helmer Larsson             |
| 1952–1954 | S          | Partik Svensson  | FP                | Erik Olsson           | S                 | Helmer Larsson             |
| 1955–1958 | S          | Partik Svensson  | FP                | Erik Olsson           | H                 | Arne Josefsson             |
| 1959–1966 | S          | Helmer Larsson   | FP                | Bo Skårman            | H                 | Arne Josefsson             |
| 1967–1970 | FP         | Hilding Hellemar | S                 | Axel Johansson (1967) | H                 | Arne Josefsson             |
| 1967–1970 | FP         | Hilding Hellemar | S                 | Axel Johansson (1967) | FP                | Gunnar Lindahl (1968–1970) |

† Presidium för den utvidgade staden
Källor: 